# Sosnová (okres Opava)
Sosnová (německy Zossen, polsky Sosnowa) je obec ležící v okrese Opava (do 31. prosince 2006 v okrese Bruntál). Má 401 obyvatel a její katastrální území má rozlohu 1 302 ha.

## Historie
První písemná zmínka o obci pochází z roku 1377, kdy bylo rozděleno opavské knížectví. V roce 1583 je v obci uváděna tvrz. V době před roke 1650 zde Albrecht Kotulinský z Kotulína nechal postavit menší barokní zámek (dnes č.p. 107). Místní statek měli od roku 1689 v držení rytíři z Frobelu, kteří v obci nechali zbudovat kostel a rozšířili zámek. V roce 1837 se majiteli velkostatku stali Eichstädtové. V roce 1862 byl zakoupen Bellegardy, kteří jej připojili k Velkým Heralticím. 
Sosnová byla spíše menší až středně velkou obcí s převážně německy mluvícím obyvatelstvem. Po první pozemkové reformě v letech 1923–1924 připadla část velkostatku drobným hospodářům a vnikly dva nové statky, z nichž jeden s rozlohou 130 ha spolu se zámkem koupil Václav Baran a Leopold Soška, kteří aktivně podporovali zdejší českou menšinu.
Na počátku 20. století v obci fungoval lihovar, mlékárenské družstvo, dva mlýny, pošta, elektrárna, kino, knihovna a byl zde aktivní spolkový život. Své politické organizace zde ve 20. letech měli němečtí křesťanští sociálové (Deutsche christlich-soziale Volkspartei) a nacionální socialisté (Deutsche nationalsozialistische Arbeiterpartei). Parlamentní volby zde v roce 1929 vyhrál Svaz zemědělců. Roku 1935 zdejší volby vyhrála Henleinova Sudetoněmecká strana (Sudetendeutsche Partei).
Kolonii Froblov, nyní nazývanou Lesní Domky (německy Frobelhof), založil roku 1772 Jan Josef von Frobel.

## Demografie
Počet obyvatel Sosnové podle sčítání nebo jiných úředních záznamů:
| Rok            | 1869 | 1880 | 1890 | 1900 | 1910 | 1921 | 1930 | 1950 | 1961 | 1970 | 1980 | 1991 | 2001 |
| -------------- | ---- | ---- | ---- | ---- | ---- | ---- | ---- | ---- | ---- | ---- | ---- | ---- | ---- |
| Počet obyvatel | 1005 | 992  | 1013 | 930  | 832  | 814  | 857  | 425  | 485  | 458  | 455  | 409  | 419  |

1. ↑  z toho: 31 Čechoslováků, 822 Němců; 856 řím. kat., 1 evang.
2. ↑  z toho: 389 Čechů, Moravanů a Slezanů, 22 Slováků, 1 Němec, 6 Poláků; 131 řím. kat., 4 evang., 233 bez vyzn.

V Sosnové je evidováno 149 adres : 141 čísel popisných (trvalé objekty) a 8 čísel evidenčních (dočasné či rekreační objekty). Při sčítání lidu roku 2001 zde bylo napočteno 132 domů, z toho 106 trvale obydlených.

## Pamětihodnosti
- Kostel sv. Kateřiny
- Kaple sv. Anny
- bývalá tvrz
- bývalý zámek

## Významní rodáci
- František Rieger (1812–1885), stavitel varhan, zakladatel firmy Franz Rieger & Sons, Jägerndorf.,
- Alois Beierle (1838–1916), knihovník
- Paul Gebauer (1888–1951), akademický malíř a sedlák

## Galerie

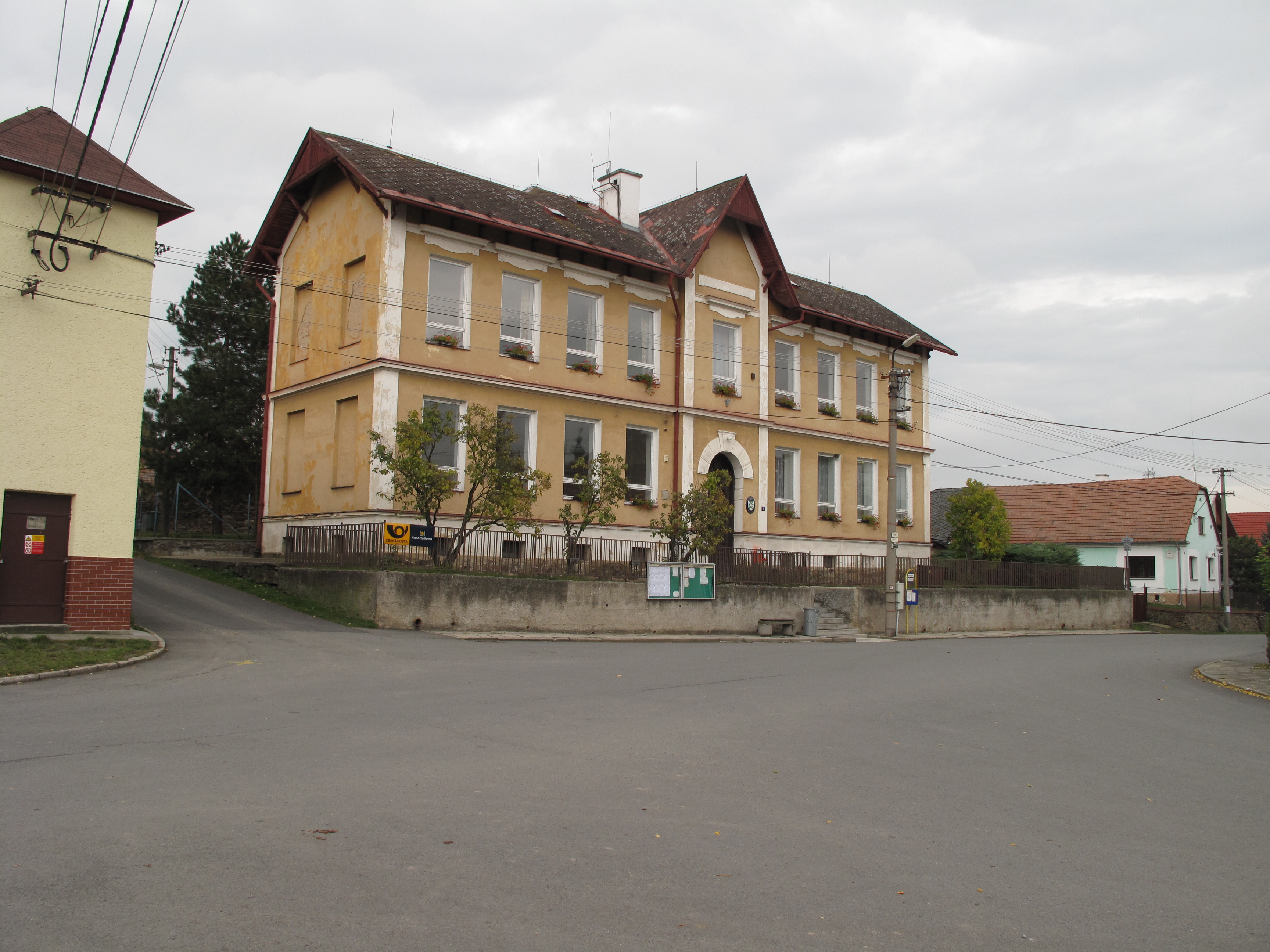
Obecní úřad
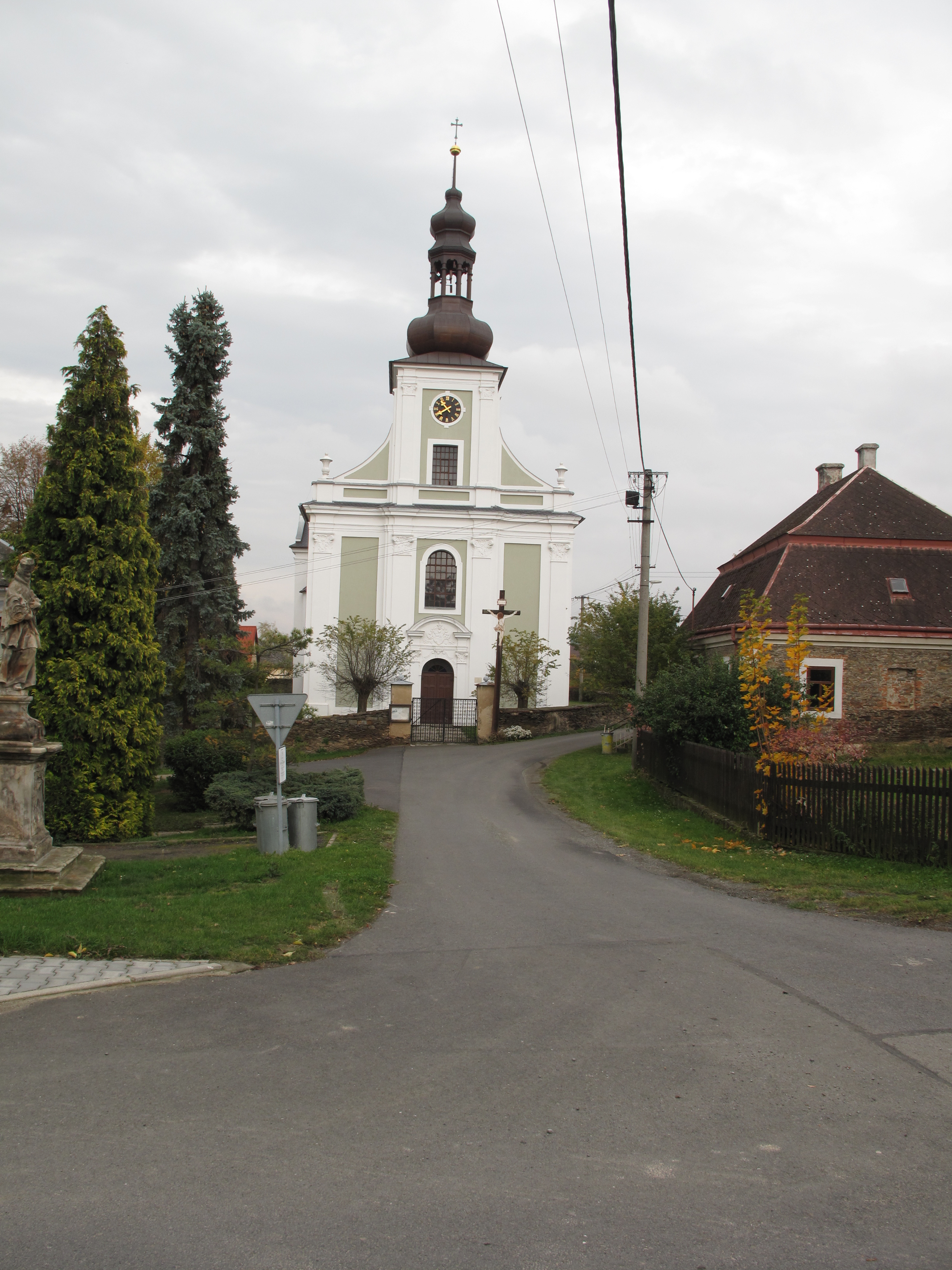
Kostel sv. Kateřiny
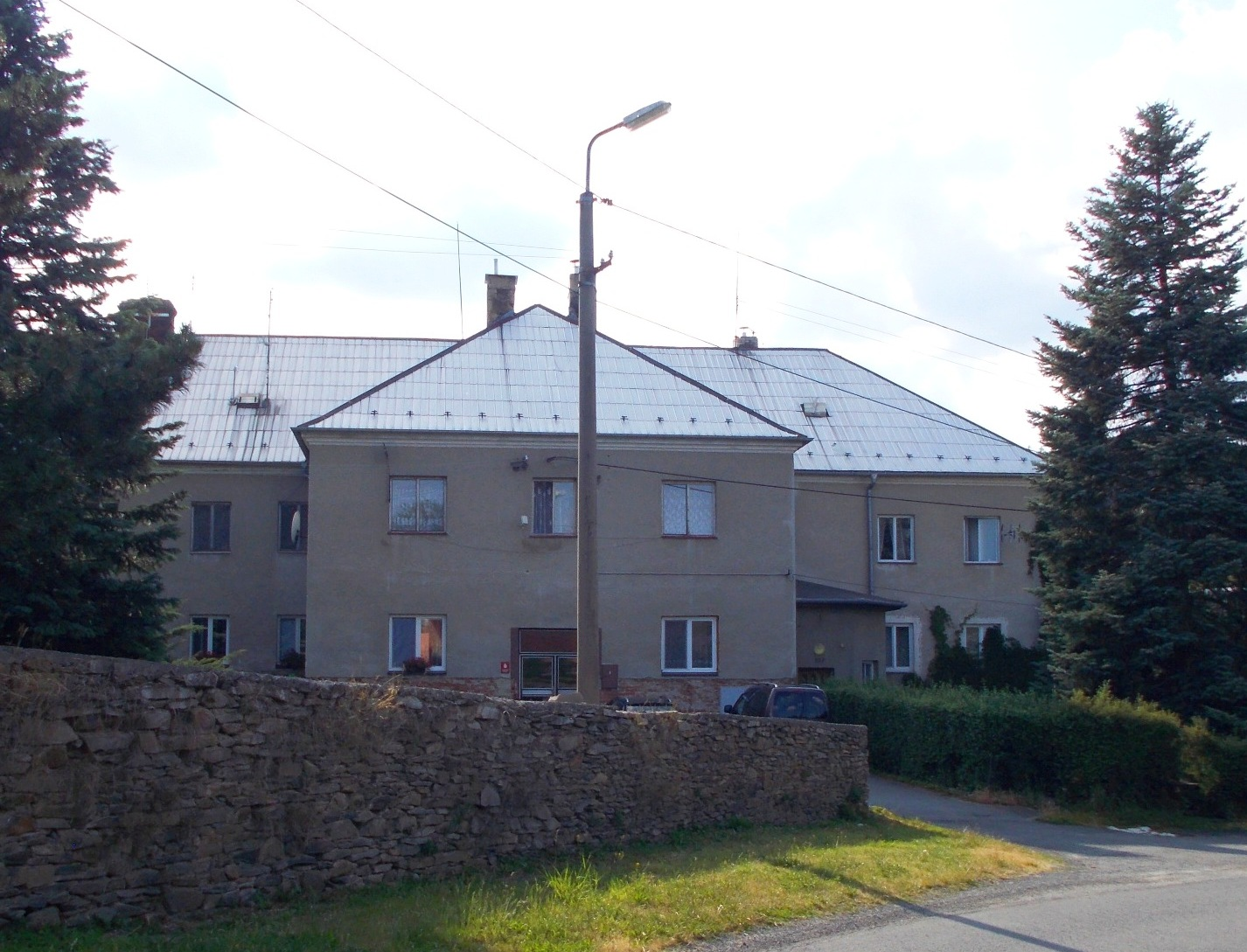
Zámek v Sosnové po necitlivé úpravě v roce 1975
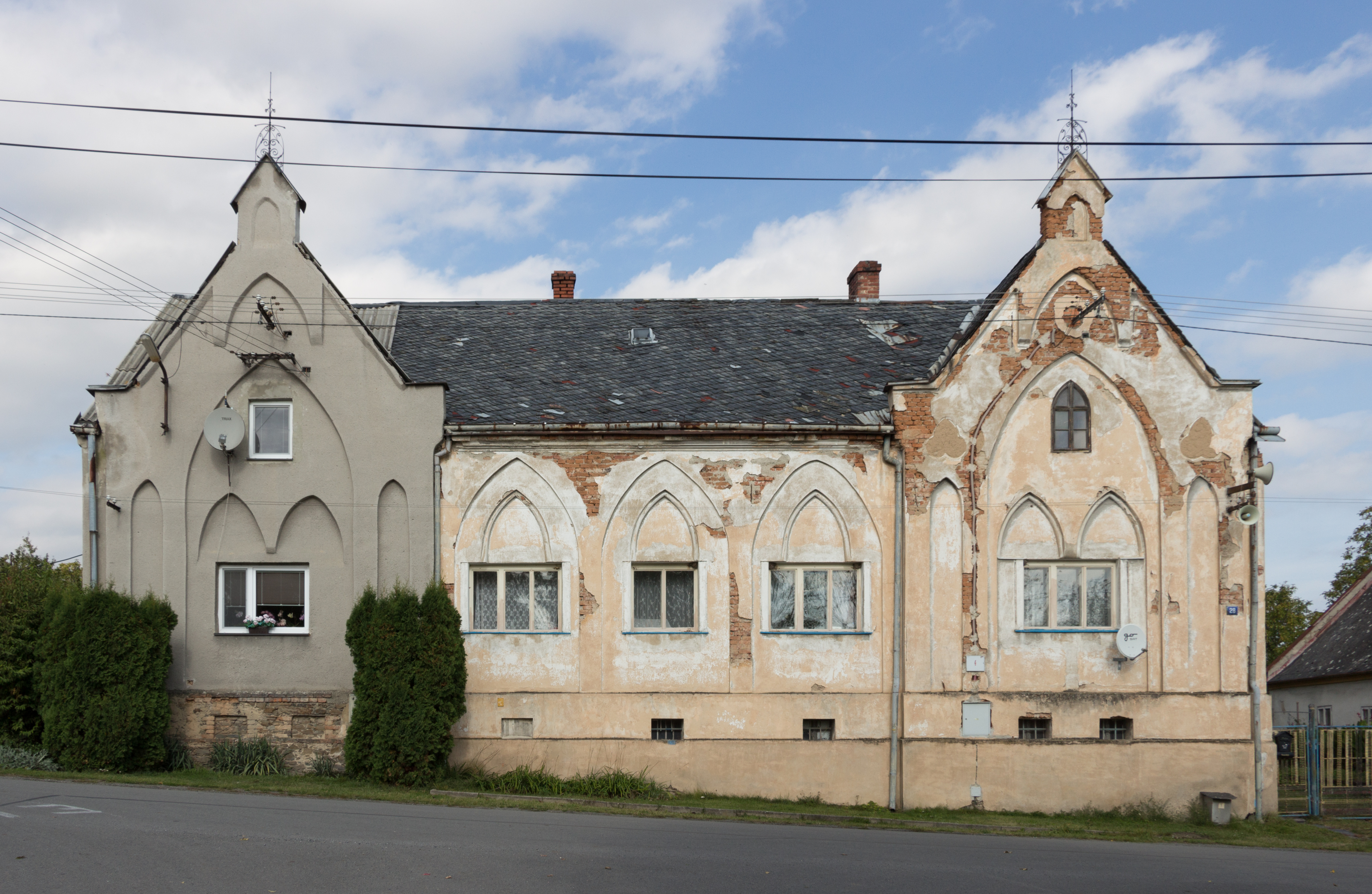
Dům č.p. 28